# Kopanie Żołyńskie
Kopanie Żołyńskie – wieś w Polsce w województwie podkarpackim, w powiecie łańcuckim, w gminie Żołynia.
Do 2023 miejscowość była przysiółkiem wsi Żołynia.
W latach 1975–1998 miejscowość administracyjnie należała do województwa rzeszowskiego.
Od 2014 znajduje się tu odbudowana po pożarze na początku lat pięćdziesiątych ubiegłego stulecia, XIX wieczna kapliczka Św. Antoniego